# Martigny-sur-l'Ante
Martigny-sur-l'Ante és un municipi francès situat al departament de Calvados i a la regió de Normandia. L'any 2007 tenia 323 habitants.

## Demografia

### Població
El 2007 la població de fet de Martigny-sur-l'Ante era de 323 persones. Hi havia 108 famílies de les quals 20 eren unipersonals (8 homes vivint sols i 12 dones vivint soles), 40 parelles sense fills, 40 parelles amb fills i 8 famílies monoparentals amb fills.
La població ha evolucionat segons el següent gràfic:
Habitants censats

### Habitatges
El 2007 hi havia 120 habitatges, 116 eren l'habitatge principal de la família i 5 estaven desocupats. 119 eren cases i 1 era un apartament. Dels 116 habitatges principals, 104 estaven ocupats pels seus propietaris, 10 estaven llogats i ocupats pels llogaters i 2 estaven cedits a títol gratuït; 1 tenia una cambra, 5 en tenien dues, 11 en tenien tres, 17 en tenien quatre i 82 en tenien cinc o més. 90 habitatges disposaven pel capbaix d'una plaça de pàrquing. A 45 habitatges hi havia un automòbil i a 69 n'hi havia dos o més.

### Piràmide de població
La piràmide de població per edats i sexe el 2009 era:
| Homes | Edats   | Dones |
| ----- | ------- | ----- |
| 0     | 95 o +  | 0     |
| 0     | 90 a 94 | 4     |
| 0     | 85 a 89 | 0     |
| 0     | 80 a 84 | 0     |
| 8     | 75 a 79 | 4     |
| 4     | 70 a 74 | 8     |
| 0     | 65 a 69 | 8     |
| 4     | 60 a 64 | 4     |
| 12    | 55 a 59 | 8     |
| 8     | 50 a 54 | 8     |
| 8     | 45 a 49 | 16    |
| 16    | 40 a 44 | 4     |
| 12    | 35 a 39 | 8     |
| 12    | 30 a 34 | 16    |
| 8     | 25 a 29 | 12    |
| 20    | 20 a 24 | 0     |
| 4     | 15 a 19 | 0     |
| 8     | 10 a 14 | 16    |
| 4     | 5 a 9   | 8     |
| 8     | 0 a 4   | 8     |

## Economia
El 2007 la població en edat de treballar era de 215 persones, 142 eren actives i 73 eren inactives. De les 142 persones actives 133 estaven ocupades (67 homes i 66 dones) i 9 estaven aturades (4 homes i 5 dones). De les 73 persones inactives 34 estaven jubilades, 16 estaven estudiant i 23 estaven classificades com a «altres inactius».

### Ingressos
El 2009 a Martigny-sur-l'Ante hi havia 119 unitats fiscals que integraven 323 persones, la mediana anual d'ingressos fiscals per persona era de 17.232 €.

### Activitats econòmiques
Dels 10 establiments que hi havia el 2007, 1 era d'una empresa alimentària, 1 d'una empresa de fabricació d'altres productes industrials, 2 d'empreses de comerç i reparació d'automòbils, 1 d'una empresa de transport, 3 d'empreses de serveis i 2 d'empreses classificades com a «altres activitats de serveis».
L'únic servei als particulars que hi havia el 2009 era una perruqueria.
L'any 2000 a Martigny-sur-l'Ante hi havia 21 explotacions agrícoles que ocupaven un total de 1.100 hectàrees.

## Equipaments sanitaris i escolars
El 2009 hi havia una escola elemental integrada dins d'un grup escolar amb les comunes properes formant una escola dispersa.

## Poblacions més properes
El següent diagrama mostra les poblacions més properes.